# Russkij Izrailtjanin
Russkij Izrailtjanin (rusky Русский израильтянин – Russkij Izraiľtjanin, Ruský Izraelec) byl izraelský ruskojazyčný týdeník, vycházející od ledna 1997 do února 2007. Jeho zaměření bylo středopravicové a sekulární. Vycházel v Tel Avivu.

## Šéfredaktoři
- David Kohn (Давид Кон) (1997—1999)
- Viktorija Munblit (Виктория Мунблит) (1999—2000)
- Pjotr Ljukimson (Пётр Люкимсон) (2000—2007)